# قجرية الثانية (اسماعيلية)
قجرية الثانية (بالفارسية: قجریه دو) هي قرية وتقع في إيران في قسم إسماعيلية الريفي. يقدر عدد سكانها بـ 313 نسمة بحسب إحصاء 2016.